# 氧化焰和还原焰

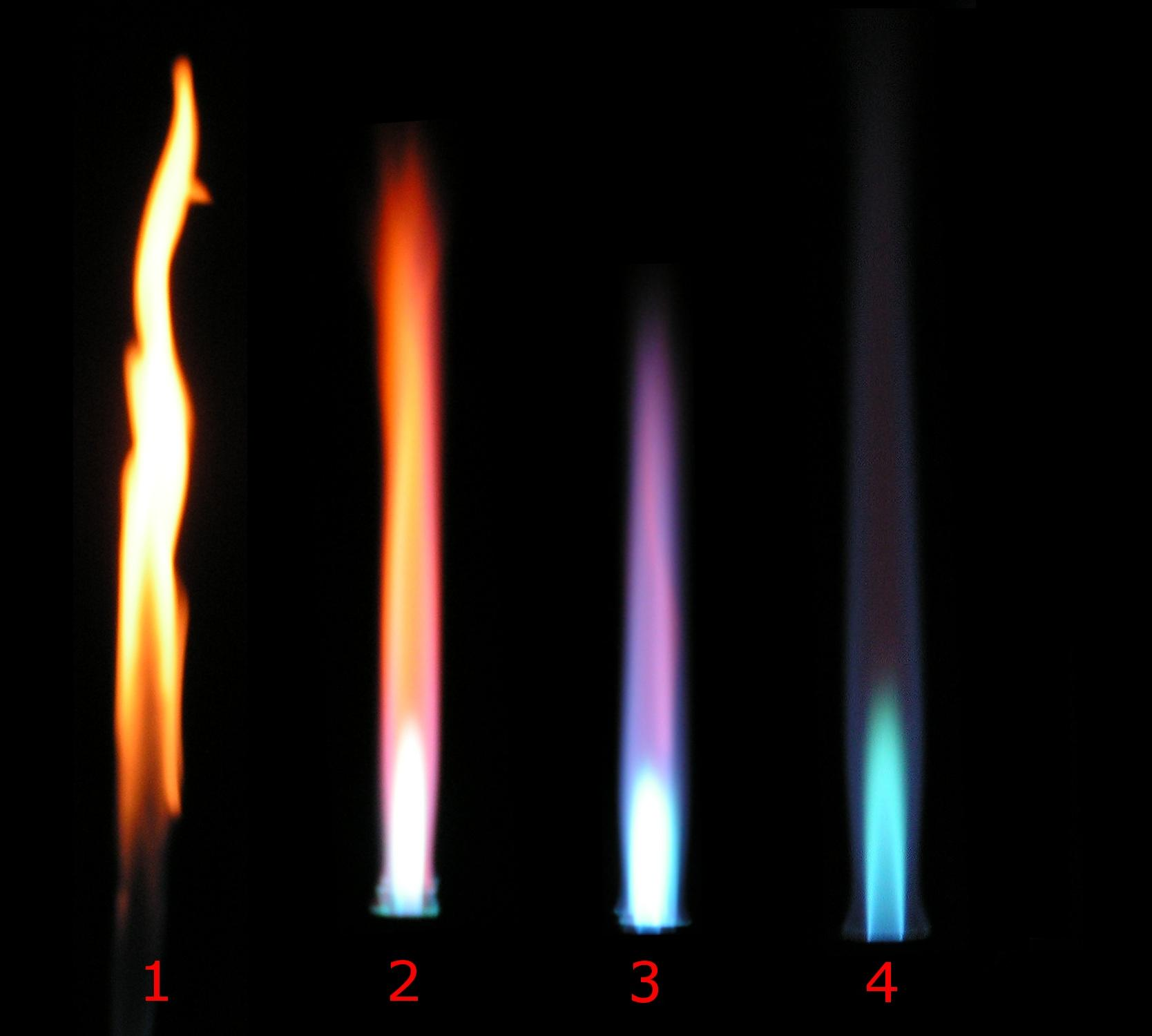
本生燈：最左是还原焰，最右是氧化焰。

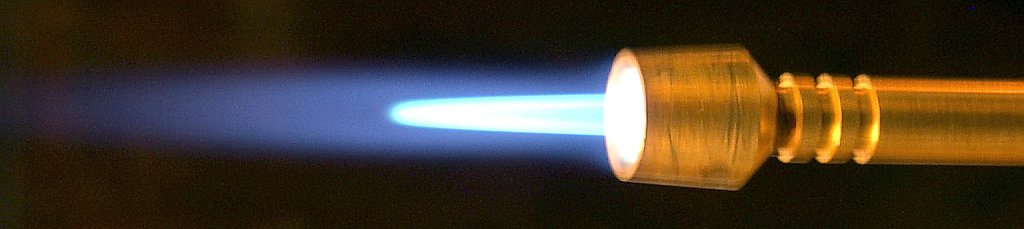
过量氧氣的丁烷火焰

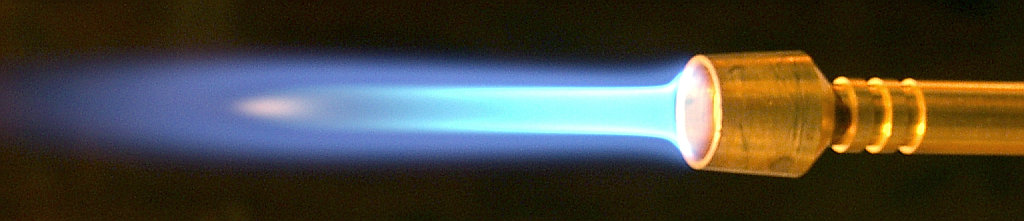
过量燃料的丁烷火焰

氧化焰是有过量氧氣的環境下產生的火焰。当氧气量增加时，火焰的持续时间会缩短，颜色变暗，并发出嘶嘶声和咆哮声。除了某些例外（例如珠宝中铂的软钎焊），氧化焰通常不适合焊接和软钎焊，因为它会氧化金属的表面。
还原焰是在低氧环境下产生的火焰。由于碳或碳氢化合物会与用火加工的材料中所含的氧结合（还原），所以还原焰的颜色偏黄。还原焰也叫渗碳焰，因为它们倾向于将碳引入熔融的金属中。
中性焰是氧气量刚好可以燃烧的火焰，既不发生氧化反应也不发生还原反应。一個擁有好的氧氣平衡的火焰是藍色的。
还原焰和中性焰在可用于软焊和退火中。